# He 176 (航空機)

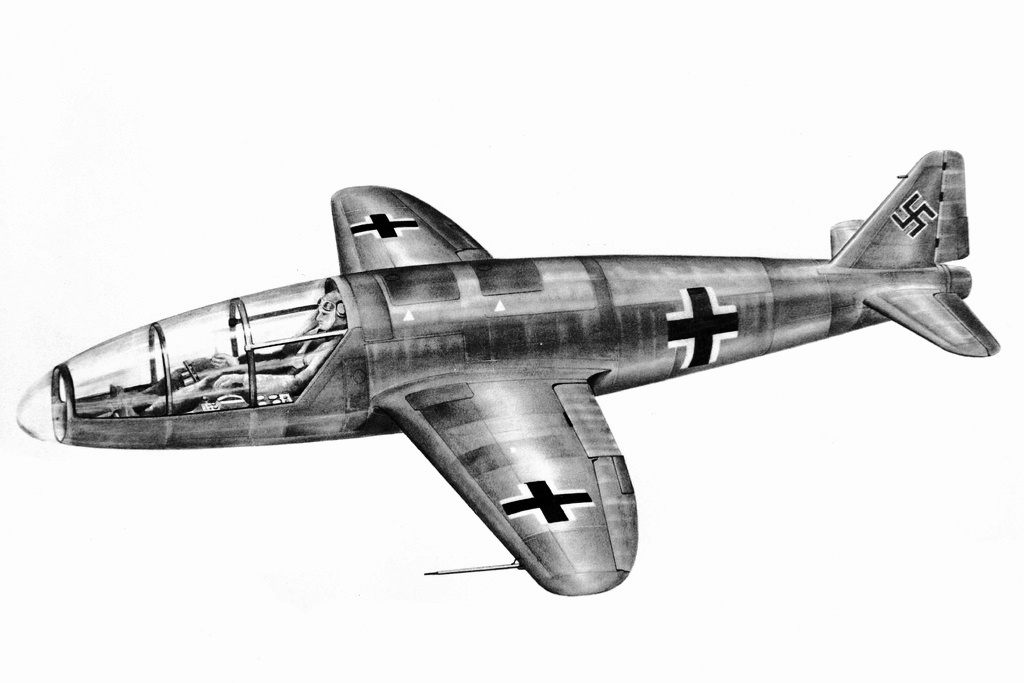
He 176

He 176（Heinkel He 176）は、第二次大戦前夜の1939年6月20日にエーリッヒ・ヴァルシッツ(Erich Warsitz)の操縦により飛行に成功した世界初の有人液体燃料式ロケット飛行機。
高速飛行機の動力として1920年代から開発が行われていたロケットエンジンは、そのすべてが固体燃料を利用していた。1937年にヴァルター社のヘルムート・ヴァルターが液体燃料式ロケットエンジンの開発に成功。ハインケル社はこのエンジンを利用した試作機としてHe 176を開発した。
機体形状の特徴は、空気抵抗を減らし高速飛行を実現するため、コックピットは胴体と一体化した流線型の機体となっていた。ヒトラーはじめナチス・ドイツ高官の前での試験飛行も行われたが、期待された高速が出なかったことなどにより開発中止命令が出され、He 176は試作機として終わった。
しかしロケットエンジンの開発は以後も続けられ、メッサーシュミット社が開発したMe 163が世界初の実用ロケット戦闘機として1941年に初飛行した。

## 諸元
- 全長 - 6.2 m
- 全幅 - 5.0 m
- 全高 - 1.5 m
- 最高速度 - 750 km/h（予定）
- 航続距離 - 95 km（予定）
- 実用上昇限度 - 9,000 m
- 全備重量 - 1,620 kg

三面図

- エンジン - Walter Ri-230 X 1
- 乗員 - 1名

## 初期の実験
1920年代半ばにドイツのスタントマンが固体燃料ロケットによる推進の自動車やオートバイ、鉄道車両、ロケットスレッド（ロケット推進の橇）の実験を行った。1929年にアレクサンダー・リピッシュはエンテを開発し、フリッツ・フォン・オペルはRAK.1を開発した。固体燃料ロケットは一度点火すると出力の調整が困難であるなど欠点が多かったので航空機の動力としては不適だった。 
1931年に陸軍兵器局はクンメルスドルフで液体燃料ロケットの研究を始めた。1932年にはヴェルナー・フォン・ブラウンが高濃度のアルコールと液体酸素を推進剤とするロケットを設計した。これが彼の最初の実験だった。1934年に彼はA2ロケットを北海の島であるBorkumで試験した。

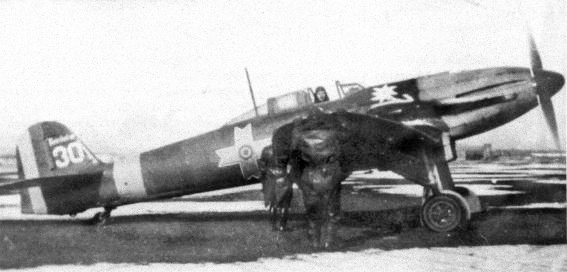
He 112.

1936年に、フォン・ブラウンのロケットチームはクンメルスドルフで液体燃料ロケットを飛行機に搭載する事を検討した。エルンスト・ハインケルはこの案を熱狂的に支持し、He 72と後に2機のHe 112を実験用に提供した。1936年末にErich Warsitzはドイツ航空省からフォン・ブラウンとハインケルの元へ出向を命じられた。彼は当時最も経験の豊かなパイロットで、並外れた技術知識を持っていたためテストパイロットに選ばれた。1937年6月にベルリンの東70kmの地点にあるノイハルデンベルク飛行場で、Warsitzは飛行中にピストンエンジンを止めてフォン・ブラウンのロケットエンジンによる推進のみで飛行した。着陸時に胴体着陸して胴体が炎上したが、後部に搭載した推進器でまともに航空機を飛ばせる事が実証された。
同時期、ヘルムート・ヴァルターは過酸化水素を使用したロケットの開発を進めていた。キールのヴァルターの工場では、航空省とHe 112にロケットエンジンを搭載する事について話し合われていた。ノイハルデンベルクで、アルコールと液体酸素を動力とするフォン・ブラウンのロケットと、ヴァルターの過酸化水素とカルシウム過マンガン酸塩を触媒とするロケットの二つの異なる設計が試験された。フォン・ブラウンのエンジンは直接燃焼して噴射するものであり、他方のヴァルターのエンジンは高濃度の過酸化水素を主成分とするT液と、ヒドラジンとメチルアルコールを主成分とするC液という二種類の推進剤を混ぜるだけで化学反応を起こすという、点火装置が不要なハイパーゴリック推進剤によって高温の蒸気を生成し噴射するものであったが、いずれも推力を生み出し高速を得ることに成功した。その後のヴァルターロケットを搭載したHe 112の飛行では、フォン・ブラウンのものよりも信頼性が高く、運用が単純でテストパイロットであるWarsitzと機械にとって危険性が少なかった。

## 文献
- Warsitz: The First Jet Pilot - The Story of German Test Pilot Erich Warsitz, Lutz (2009). Pen and Sword Books. 978-1-84415-818-8 English Edition